# Ochthoeca fumicolor
El pitajo dorsipardo (en Ecuador) (Ochthoeca fumicolor), también denominado atrapamoscas ahumado (en Colombia), pitajo ahumado (en Colombia y Venezuela) o pitajo de dorso pardo (en Perú), es una especie de ave paseriforme de la familia Tyrannidae, perteneciente al género Ochthoeca. Es nativa de regiones alto-andinas del noroeste y oeste de América del Sur.

## Distribución y hábitat
Se distribuye de forma disjunta a lo largo de la cordillera de los Andes, desde el extremo suroeste de Venezuela (al sur de la depresión del Táchira) y la parte norte de los Andes orientales de Colombia, hacia el sur por la mayor parte de los Andes colombianos, ecuatorianos y peruanos, hasta el centro oeste de Bolivia (La Paz, Cochabamba).
Esta especie es considerada común y ampliamente diseminada (especialmente más hacia el norte) en sus hábitats naturales: las áreas arbustivas (incluyendo páramos), bordes de bosques de montaña (incluyendo los de Polylepis) y bordes de pastizales. Es más numeroso cerca o un poco arriba de la línea de árboles, a pesar de que se dispersa hacia altitudes menores con la deforestación. Entre los 2600 y 4400 m de altitud.

## Sistemática

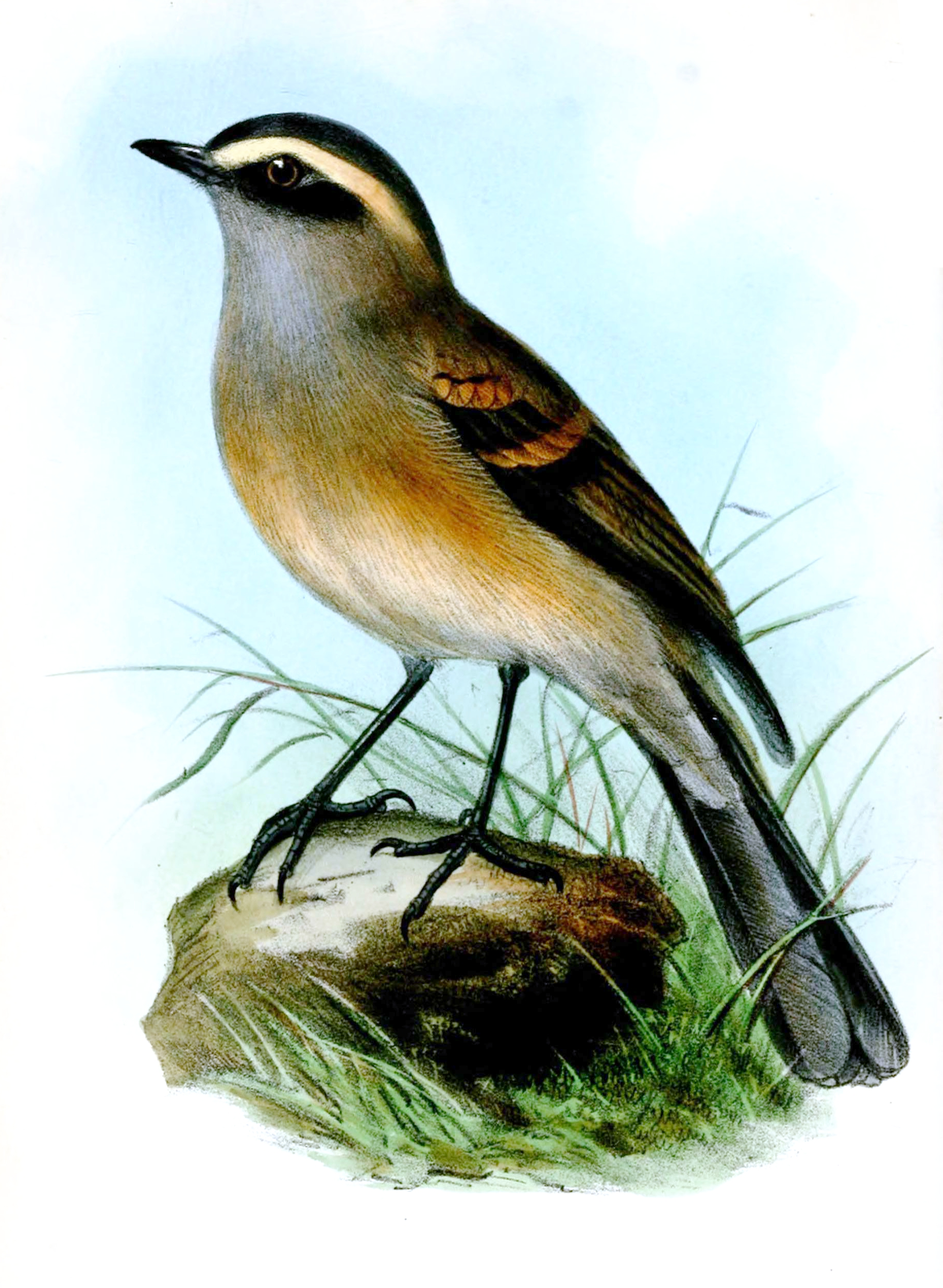
Ochthoeca fumicolor, ilustración de Joseph Wolf en Proceedings of the Zoological Society of London, 1856.

### Descripción original
La especie O. fumicolor fue descrita por primera vez por el zoólogo británico Philip Lutley Sclater en 1856 bajo el mismo nombre científico: Ochthoëca fumicolor; la localidad tipo es: «Bogotá, Colombia».

### Etimología
El nombre genérico femenino «Ochthoeca» se compone de las palabras del griego «okhthos» que significa ‘montículo’, ‘colina’ y «oikeō» que significa ‘habitar’; y el nombre de la especie «fumicolor», se compone de las palabras del latín «fumus, fumi» que significa ‘humo’  y «color, coloris» que significa ‘color’.

### Taxonomía
La anteriormente subespecie O. fumicolor superciliosa de los Andes de Venezuela, es considerada como especie separada de la presente: el pitajo cejirrojo (Ochthoeca superciliosa), con base en diferencias morfológicas; lo que fue seguido por las principales clasificaciones.
La población de Cochabamba, Bolivia, puede representar una nueva subespecie todavía no descrita.

### Subespecies
Según las clasificaciones del Congreso Ornitológico Internacional (IOC) y Clements Checklist/eBird se reconocen cuatro subespecies, con su correspondiente distribución geográfica:
- Ochthoeca fumicolor fumicolor P.L. Sclater, 1856 – Andes del suroeste de Venezuela (sur de Táchira) y parte norte de los Andes orientales en Colombia (al sur hasta Cundinamarca).
- Ochthoeca fumicolor ferruginea J.T. Zimmer, 1937 – parte norte de los Andes centrales y occidentales de Colombia (Antioquia).
- Ochthoeca fumicolor brunneifrons Berlepsch & Stolzmann, 1896 – Andes centrales y occidentales de Colombia (hacia el sur desde Caldas y Cauca) hacia el sur, por Ecuador, hasta el norte y centro de Perú (en la pendiente occidental hasta Cajamarca y en la pendiente oriental hasta (Junín).
- Ochthoeca fumicolor berlepschi Hellmayr, 1914 – sureste de Perú (Cuzco, Puno) y oeste y centro de Bolivia (La Paz, Cochabamba).